# Fête des fusées

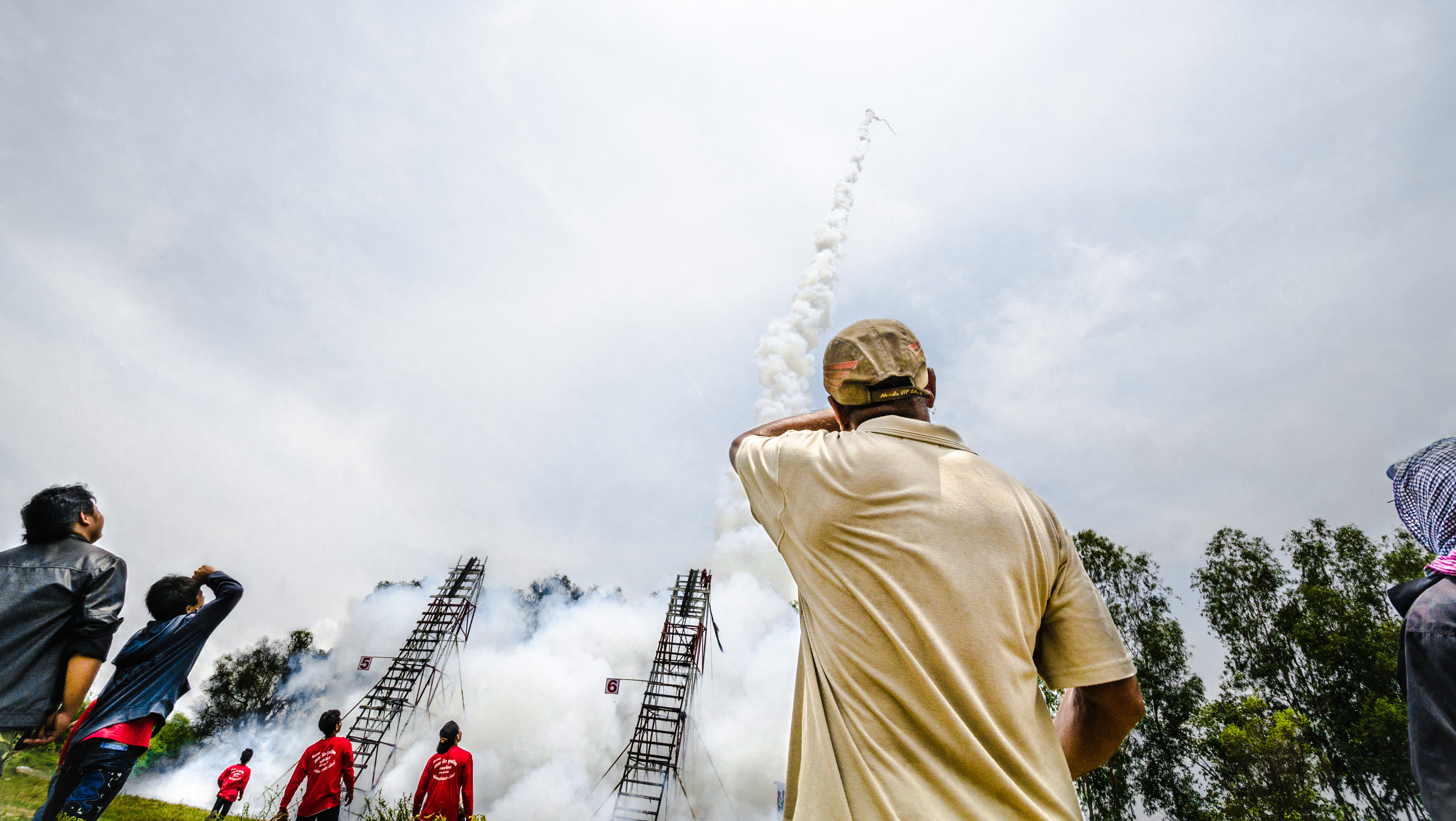
Certaines fusées peuvent atteindre des altitudes élevées (Yasothon, 12 mai 2013).

La fête des fusées (thaï : ประเพณีบุญบั้งไฟ, Prapheni Bun Bang Fai, laotien : ບຸນບັ້ງໄຟ, Bun Bang Fai) est une cérémonie bouddhique traditionnelle d'accumulation des mérites pratiquée par les populations d'ethnie Lao au Laos et dans le nord-est de la Thaïlande (en Isan, notamment dans les provinces de Khon Kaen, Udon Thani, Si Saket et Yasathon...) avant le début de la saison des pluies. La fête commence par des spectacles de musique et de danse, des défilés de chars le deuxième jour et culmine le troisième par des concours de tirs de fusées artisanales. Le lancement des fusées vers le ciel constitue un hommage à Phaya Than, dieu de la pluie. Cette tradition semble être issue du conte folklorique "Phadaeng Nang Ai". Les participants et les sponsors utilisent cette occasion pour rehausser leur prestige social, comme lors des autres fêtes bouddhiques traditionnelles d'Asie du Sud-Est.

## Histoire
La fête commence typiquement au début de la saison des pluies, durant le sixième ou le septième mois lunaire. Elle tire probablement son origine de rites de fertilité pré-bouddhiques destinés à célébrer et à encourager la venue des pluies, bien avant l'invention de la poudre noire. Elle présente certains aspects terrestres du folklore lao. Précédant immédiatement la saison des semailles, elle offre une excellente occasion de s'amuser avant le début d'un dur travail, ainsi que de rehausser son prestige et de redistribuer la richesse, comme dans toute économie du don.
Les universitaires étudient aujourd'hui la tradition ancestrale de la fête des fusées pour sa signification éventuelle dans l'histoire de la pyrotechnie en Extrême-Orient et peut-être aussi dans le développement socio-politique post-colonial des États-nations d'Asie du Sud-Est. Économiquement, ce sont les villages et les particuliers qui en assumaient la charge dans beaucoup de régions du Laos et du nord de l'Isan.
Le professeur d'anthropologie Charles F. Keyes explique que « les dirigeants de ces sociétés d'Asie du Sud-Est continentale, reconnaissant la signification profondément ancrée de certaines traditions indigènes, en ont incorporé des symboles dans les cultures nationales qu'ils se sont efforcés de construire durant l'époque post-coloniale
. » Il cite en exemple le « Bun Bang Fai », la fête des fusées du Laos, et ajoute qu'elle reste « beaucoup plus élaborée dans les villages que dans les villes. »

## Aujourd'hui
Les villages n'organisent plus de « Bun Bang Fai » de l'ampleur de celle de Yasothon, mais ils peuvent avoir un défile de chars portant des messages du gouvernement, ainsi que des attractions commerciales. Dans les années récentes, l'autorité du tourisme de Thaïlande a fait la promotion de ces événements, particulièrement ceux de la province de Nong Khai et de la province de Yasothon, qui organise la plus importante de ces fêtes.

## Fête des fusées de Yasothon
Depuis la séparation en mars 1972 de la province de Yasothon et de la province d'Ubon Ratchathani, où se déroule une célèbre fête des bougies, la ville de Yasothon a développé sa fête des fusées, désormais également renommée. Elle se déroule le vendredi, le samedi et le dimanche au milieu du mois de mai ou juin.